# Живые шахматы

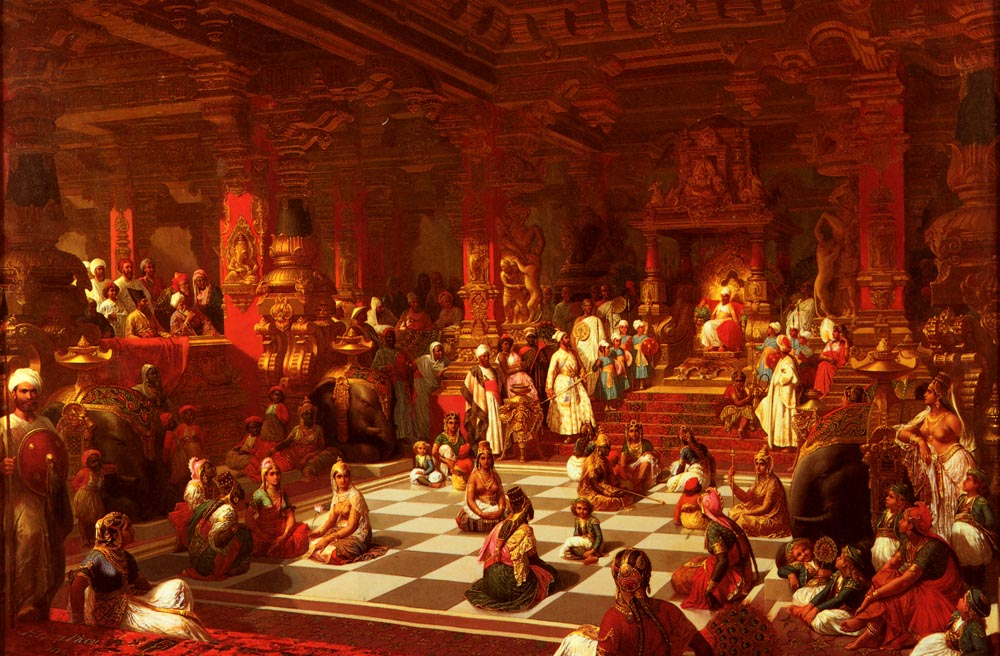
Анри-Пьер Пику. Индийские шахматы, 1876

«Живы́е ша́хматы» — театрализованное представление шахматной партии; проводится на шахматной доске большого размера, размеченной на открытых площадках (например, на городской площади, стадионе и т. д.) либо в приспособленном для этой цели помещении.

## История

### Первые упоминания
|   | a | b | c | d | e | f | g | h |   |
| - | --- | --- | --- | --- | --- | --- | --- | --- | - |
| 8 | c8 чёрный король · d8 чёрная ладья · h8 чёрная ладья · a7 белый ферзь · b7 чёрная пешка · c7 чёрная пешка · e7 чёрный конь · g7 чёрная пешка · c6 чёрный слон · f6 чёрная пешка · g6 чёрная пешка · e5 чёрный слон · g3 белый конь · a2 белая пешка · b2 белая пешка · c2 белая пешка · f2 белая пешка · a1 белая ладья · c1 белый слон · f1 белая ладья · g1 белый король | c8 чёрный король · d8 чёрная ладья · h8 чёрная ладья · a7 белый ферзь · b7 чёрная пешка · c7 чёрная пешка · e7 чёрный конь · g7 чёрная пешка · c6 чёрный слон · f6 чёрная пешка · g6 чёрная пешка · e5 чёрный слон · g3 белый конь · a2 белая пешка · b2 белая пешка · c2 белая пешка · f2 белая пешка · a1 белая ладья · c1 белый слон · f1 белая ладья · g1 белый король | c8 чёрный король · d8 чёрная ладья · h8 чёрная ладья · a7 белый ферзь · b7 чёрная пешка · c7 чёрная пешка · e7 чёрный конь · g7 чёрная пешка · c6 чёрный слон · f6 чёрная пешка · g6 чёрная пешка · e5 чёрный слон · g3 белый конь · a2 белая пешка · b2 белая пешка · c2 белая пешка · f2 белая пешка · a1 белая ладья · c1 белый слон · f1 белая ладья · g1 белый король | c8 чёрный король · d8 чёрная ладья · h8 чёрная ладья · a7 белый ферзь · b7 чёрная пешка · c7 чёрная пешка · e7 чёрный конь · g7 чёрная пешка · c6 чёрный слон · f6 чёрная пешка · g6 чёрная пешка · e5 чёрный слон · g3 белый конь · a2 белая пешка · b2 белая пешка · c2 белая пешка · f2 белая пешка · a1 белая ладья · c1 белый слон · f1 белая ладья · g1 белый король | c8 чёрный король · d8 чёрная ладья · h8 чёрная ладья · a7 белый ферзь · b7 чёрная пешка · c7 чёрная пешка · e7 чёрный конь · g7 чёрная пешка · c6 чёрный слон · f6 чёрная пешка · g6 чёрная пешка · e5 чёрный слон · g3 белый конь · a2 белая пешка · b2 белая пешка · c2 белая пешка · f2 белая пешка · a1 белая ладья · c1 белый слон · f1 белая ладья · g1 белый король | c8 чёрный король · d8 чёрная ладья · h8 чёрная ладья · a7 белый ферзь · b7 чёрная пешка · c7 чёрная пешка · e7 чёрный конь · g7 чёрная пешка · c6 чёрный слон · f6 чёрная пешка · g6 чёрная пешка · e5 чёрный слон · g3 белый конь · a2 белая пешка · b2 белая пешка · c2 белая пешка · f2 белая пешка · a1 белая ладья · c1 белый слон · f1 белая ладья · g1 белый король | c8 чёрный король · d8 чёрная ладья · h8 чёрная ладья · a7 белый ферзь · b7 чёрная пешка · c7 чёрная пешка · e7 чёрный конь · g7 чёрная пешка · c6 чёрный слон · f6 чёрная пешка · g6 чёрная пешка · e5 чёрный слон · g3 белый конь · a2 белая пешка · b2 белая пешка · c2 белая пешка · f2 белая пешка · a1 белая ладья · c1 белый слон · f1 белая ладья · g1 белый король | c8 чёрный король · d8 чёрная ладья · h8 чёрная ладья · a7 белый ферзь · b7 чёрная пешка · c7 чёрная пешка · e7 чёрный конь · g7 чёрная пешка · c6 чёрный слон · f6 чёрная пешка · g6 чёрная пешка · e5 чёрный слон · g3 белый конь · a2 белая пешка · b2 белая пешка · c2 белая пешка · f2 белая пешка · a1 белая ладья · c1 белый слон · f1 белая ладья · g1 белый король | 8 |
| 7 | c8 чёрный король · d8 чёрная ладья · h8 чёрная ладья · a7 белый ферзь · b7 чёрная пешка · c7 чёрная пешка · e7 чёрный конь · g7 чёрная пешка · c6 чёрный слон · f6 чёрная пешка · g6 чёрная пешка · e5 чёрный слон · g3 белый конь · a2 белая пешка · b2 белая пешка · c2 белая пешка · f2 белая пешка · a1 белая ладья · c1 белый слон · f1 белая ладья · g1 белый король | c8 чёрный король · d8 чёрная ладья · h8 чёрная ладья · a7 белый ферзь · b7 чёрная пешка · c7 чёрная пешка · e7 чёрный конь · g7 чёрная пешка · c6 чёрный слон · f6 чёрная пешка · g6 чёрная пешка · e5 чёрный слон · g3 белый конь · a2 белая пешка · b2 белая пешка · c2 белая пешка · f2 белая пешка · a1 белая ладья · c1 белый слон · f1 белая ладья · g1 белый король | c8 чёрный король · d8 чёрная ладья · h8 чёрная ладья · a7 белый ферзь · b7 чёрная пешка · c7 чёрная пешка · e7 чёрный конь · g7 чёрная пешка · c6 чёрный слон · f6 чёрная пешка · g6 чёрная пешка · e5 чёрный слон · g3 белый конь · a2 белая пешка · b2 белая пешка · c2 белая пешка · f2 белая пешка · a1 белая ладья · c1 белый слон · f1 белая ладья · g1 белый король | c8 чёрный король · d8 чёрная ладья · h8 чёрная ладья · a7 белый ферзь · b7 чёрная пешка · c7 чёрная пешка · e7 чёрный конь · g7 чёрная пешка · c6 чёрный слон · f6 чёрная пешка · g6 чёрная пешка · e5 чёрный слон · g3 белый конь · a2 белая пешка · b2 белая пешка · c2 белая пешка · f2 белая пешка · a1 белая ладья · c1 белый слон · f1 белая ладья · g1 белый король | c8 чёрный король · d8 чёрная ладья · h8 чёрная ладья · a7 белый ферзь · b7 чёрная пешка · c7 чёрная пешка · e7 чёрный конь · g7 чёрная пешка · c6 чёрный слон · f6 чёрная пешка · g6 чёрная пешка · e5 чёрный слон · g3 белый конь · a2 белая пешка · b2 белая пешка · c2 белая пешка · f2 белая пешка · a1 белая ладья · c1 белый слон · f1 белая ладья · g1 белый король | c8 чёрный король · d8 чёрная ладья · h8 чёрная ладья · a7 белый ферзь · b7 чёрная пешка · c7 чёрная пешка · e7 чёрный конь · g7 чёрная пешка · c6 чёрный слон · f6 чёрная пешка · g6 чёрная пешка · e5 чёрный слон · g3 белый конь · a2 белая пешка · b2 белая пешка · c2 белая пешка · f2 белая пешка · a1 белая ладья · c1 белый слон · f1 белая ладья · g1 белый король | c8 чёрный король · d8 чёрная ладья · h8 чёрная ладья · a7 белый ферзь · b7 чёрная пешка · c7 чёрная пешка · e7 чёрный конь · g7 чёрная пешка · c6 чёрный слон · f6 чёрная пешка · g6 чёрная пешка · e5 чёрный слон · g3 белый конь · a2 белая пешка · b2 белая пешка · c2 белая пешка · f2 белая пешка · a1 белая ладья · c1 белый слон · f1 белая ладья · g1 белый король | c8 чёрный король · d8 чёрная ладья · h8 чёрная ладья · a7 белый ферзь · b7 чёрная пешка · c7 чёрная пешка · e7 чёрный конь · g7 чёрная пешка · c6 чёрный слон · f6 чёрная пешка · g6 чёрная пешка · e5 чёрный слон · g3 белый конь · a2 белая пешка · b2 белая пешка · c2 белая пешка · f2 белая пешка · a1 белая ладья · c1 белый слон · f1 белая ладья · g1 белый король | 7 |
| 6 | c8 чёрный король · d8 чёрная ладья · h8 чёрная ладья · a7 белый ферзь · b7 чёрная пешка · c7 чёрная пешка · e7 чёрный конь · g7 чёрная пешка · c6 чёрный слон · f6 чёрная пешка · g6 чёрная пешка · e5 чёрный слон · g3 белый конь · a2 белая пешка · b2 белая пешка · c2 белая пешка · f2 белая пешка · a1 белая ладья · c1 белый слон · f1 белая ладья · g1 белый король | c8 чёрный король · d8 чёрная ладья · h8 чёрная ладья · a7 белый ферзь · b7 чёрная пешка · c7 чёрная пешка · e7 чёрный конь · g7 чёрная пешка · c6 чёрный слон · f6 чёрная пешка · g6 чёрная пешка · e5 чёрный слон · g3 белый конь · a2 белая пешка · b2 белая пешка · c2 белая пешка · f2 белая пешка · a1 белая ладья · c1 белый слон · f1 белая ладья · g1 белый король | c8 чёрный король · d8 чёрная ладья · h8 чёрная ладья · a7 белый ферзь · b7 чёрная пешка · c7 чёрная пешка · e7 чёрный конь · g7 чёрная пешка · c6 чёрный слон · f6 чёрная пешка · g6 чёрная пешка · e5 чёрный слон · g3 белый конь · a2 белая пешка · b2 белая пешка · c2 белая пешка · f2 белая пешка · a1 белая ладья · c1 белый слон · f1 белая ладья · g1 белый король | c8 чёрный король · d8 чёрная ладья · h8 чёрная ладья · a7 белый ферзь · b7 чёрная пешка · c7 чёрная пешка · e7 чёрный конь · g7 чёрная пешка · c6 чёрный слон · f6 чёрная пешка · g6 чёрная пешка · e5 чёрный слон · g3 белый конь · a2 белая пешка · b2 белая пешка · c2 белая пешка · f2 белая пешка · a1 белая ладья · c1 белый слон · f1 белая ладья · g1 белый король | c8 чёрный король · d8 чёрная ладья · h8 чёрная ладья · a7 белый ферзь · b7 чёрная пешка · c7 чёрная пешка · e7 чёрный конь · g7 чёрная пешка · c6 чёрный слон · f6 чёрная пешка · g6 чёрная пешка · e5 чёрный слон · g3 белый конь · a2 белая пешка · b2 белая пешка · c2 белая пешка · f2 белая пешка · a1 белая ладья · c1 белый слон · f1 белая ладья · g1 белый король | c8 чёрный король · d8 чёрная ладья · h8 чёрная ладья · a7 белый ферзь · b7 чёрная пешка · c7 чёрная пешка · e7 чёрный конь · g7 чёрная пешка · c6 чёрный слон · f6 чёрная пешка · g6 чёрная пешка · e5 чёрный слон · g3 белый конь · a2 белая пешка · b2 белая пешка · c2 белая пешка · f2 белая пешка · a1 белая ладья · c1 белый слон · f1 белая ладья · g1 белый король | c8 чёрный король · d8 чёрная ладья · h8 чёрная ладья · a7 белый ферзь · b7 чёрная пешка · c7 чёрная пешка · e7 чёрный конь · g7 чёрная пешка · c6 чёрный слон · f6 чёрная пешка · g6 чёрная пешка · e5 чёрный слон · g3 белый конь · a2 белая пешка · b2 белая пешка · c2 белая пешка · f2 белая пешка · a1 белая ладья · c1 белый слон · f1 белая ладья · g1 белый король | c8 чёрный король · d8 чёрная ладья · h8 чёрная ладья · a7 белый ферзь · b7 чёрная пешка · c7 чёрная пешка · e7 чёрный конь · g7 чёрная пешка · c6 чёрный слон · f6 чёрная пешка · g6 чёрная пешка · e5 чёрный слон · g3 белый конь · a2 белая пешка · b2 белая пешка · c2 белая пешка · f2 белая пешка · a1 белая ладья · c1 белый слон · f1 белая ладья · g1 белый король | 6 |
| 5 | c8 чёрный король · d8 чёрная ладья · h8 чёрная ладья · a7 белый ферзь · b7 чёрная пешка · c7 чёрная пешка · e7 чёрный конь · g7 чёрная пешка · c6 чёрный слон · f6 чёрная пешка · g6 чёрная пешка · e5 чёрный слон · g3 белый конь · a2 белая пешка · b2 белая пешка · c2 белая пешка · f2 белая пешка · a1 белая ладья · c1 белый слон · f1 белая ладья · g1 белый король | c8 чёрный король · d8 чёрная ладья · h8 чёрная ладья · a7 белый ферзь · b7 чёрная пешка · c7 чёрная пешка · e7 чёрный конь · g7 чёрная пешка · c6 чёрный слон · f6 чёрная пешка · g6 чёрная пешка · e5 чёрный слон · g3 белый конь · a2 белая пешка · b2 белая пешка · c2 белая пешка · f2 белая пешка · a1 белая ладья · c1 белый слон · f1 белая ладья · g1 белый король | c8 чёрный король · d8 чёрная ладья · h8 чёрная ладья · a7 белый ферзь · b7 чёрная пешка · c7 чёрная пешка · e7 чёрный конь · g7 чёрная пешка · c6 чёрный слон · f6 чёрная пешка · g6 чёрная пешка · e5 чёрный слон · g3 белый конь · a2 белая пешка · b2 белая пешка · c2 белая пешка · f2 белая пешка · a1 белая ладья · c1 белый слон · f1 белая ладья · g1 белый король | c8 чёрный король · d8 чёрная ладья · h8 чёрная ладья · a7 белый ферзь · b7 чёрная пешка · c7 чёрная пешка · e7 чёрный конь · g7 чёрная пешка · c6 чёрный слон · f6 чёрная пешка · g6 чёрная пешка · e5 чёрный слон · g3 белый конь · a2 белая пешка · b2 белая пешка · c2 белая пешка · f2 белая пешка · a1 белая ладья · c1 белый слон · f1 белая ладья · g1 белый король | c8 чёрный король · d8 чёрная ладья · h8 чёрная ладья · a7 белый ферзь · b7 чёрная пешка · c7 чёрная пешка · e7 чёрный конь · g7 чёрная пешка · c6 чёрный слон · f6 чёрная пешка · g6 чёрная пешка · e5 чёрный слон · g3 белый конь · a2 белая пешка · b2 белая пешка · c2 белая пешка · f2 белая пешка · a1 белая ладья · c1 белый слон · f1 белая ладья · g1 белый король | c8 чёрный король · d8 чёрная ладья · h8 чёрная ладья · a7 белый ферзь · b7 чёрная пешка · c7 чёрная пешка · e7 чёрный конь · g7 чёрная пешка · c6 чёрный слон · f6 чёрная пешка · g6 чёрная пешка · e5 чёрный слон · g3 белый конь · a2 белая пешка · b2 белая пешка · c2 белая пешка · f2 белая пешка · a1 белая ладья · c1 белый слон · f1 белая ладья · g1 белый король | c8 чёрный король · d8 чёрная ладья · h8 чёрная ладья · a7 белый ферзь · b7 чёрная пешка · c7 чёрная пешка · e7 чёрный конь · g7 чёрная пешка · c6 чёрный слон · f6 чёрная пешка · g6 чёрная пешка · e5 чёрный слон · g3 белый конь · a2 белая пешка · b2 белая пешка · c2 белая пешка · f2 белая пешка · a1 белая ладья · c1 белый слон · f1 белая ладья · g1 белый король | c8 чёрный король · d8 чёрная ладья · h8 чёрная ладья · a7 белый ферзь · b7 чёрная пешка · c7 чёрная пешка · e7 чёрный конь · g7 чёрная пешка · c6 чёрный слон · f6 чёрная пешка · g6 чёрная пешка · e5 чёрный слон · g3 белый конь · a2 белая пешка · b2 белая пешка · c2 белая пешка · f2 белая пешка · a1 белая ладья · c1 белый слон · f1 белая ладья · g1 белый король | 5 |
| 4 | c8 чёрный король · d8 чёрная ладья · h8 чёрная ладья · a7 белый ферзь · b7 чёрная пешка · c7 чёрная пешка · e7 чёрный конь · g7 чёрная пешка · c6 чёрный слон · f6 чёрная пешка · g6 чёрная пешка · e5 чёрный слон · g3 белый конь · a2 белая пешка · b2 белая пешка · c2 белая пешка · f2 белая пешка · a1 белая ладья · c1 белый слон · f1 белая ладья · g1 белый король | c8 чёрный король · d8 чёрная ладья · h8 чёрная ладья · a7 белый ферзь · b7 чёрная пешка · c7 чёрная пешка · e7 чёрный конь · g7 чёрная пешка · c6 чёрный слон · f6 чёрная пешка · g6 чёрная пешка · e5 чёрный слон · g3 белый конь · a2 белая пешка · b2 белая пешка · c2 белая пешка · f2 белая пешка · a1 белая ладья · c1 белый слон · f1 белая ладья · g1 белый король | c8 чёрный король · d8 чёрная ладья · h8 чёрная ладья · a7 белый ферзь · b7 чёрная пешка · c7 чёрная пешка · e7 чёрный конь · g7 чёрная пешка · c6 чёрный слон · f6 чёрная пешка · g6 чёрная пешка · e5 чёрный слон · g3 белый конь · a2 белая пешка · b2 белая пешка · c2 белая пешка · f2 белая пешка · a1 белая ладья · c1 белый слон · f1 белая ладья · g1 белый король | c8 чёрный король · d8 чёрная ладья · h8 чёрная ладья · a7 белый ферзь · b7 чёрная пешка · c7 чёрная пешка · e7 чёрный конь · g7 чёрная пешка · c6 чёрный слон · f6 чёрная пешка · g6 чёрная пешка · e5 чёрный слон · g3 белый конь · a2 белая пешка · b2 белая пешка · c2 белая пешка · f2 белая пешка · a1 белая ладья · c1 белый слон · f1 белая ладья · g1 белый король | c8 чёрный король · d8 чёрная ладья · h8 чёрная ладья · a7 белый ферзь · b7 чёрная пешка · c7 чёрная пешка · e7 чёрный конь · g7 чёрная пешка · c6 чёрный слон · f6 чёрная пешка · g6 чёрная пешка · e5 чёрный слон · g3 белый конь · a2 белая пешка · b2 белая пешка · c2 белая пешка · f2 белая пешка · a1 белая ладья · c1 белый слон · f1 белая ладья · g1 белый король | c8 чёрный король · d8 чёрная ладья · h8 чёрная ладья · a7 белый ферзь · b7 чёрная пешка · c7 чёрная пешка · e7 чёрный конь · g7 чёрная пешка · c6 чёрный слон · f6 чёрная пешка · g6 чёрная пешка · e5 чёрный слон · g3 белый конь · a2 белая пешка · b2 белая пешка · c2 белая пешка · f2 белая пешка · a1 белая ладья · c1 белый слон · f1 белая ладья · g1 белый король | c8 чёрный король · d8 чёрная ладья · h8 чёрная ладья · a7 белый ферзь · b7 чёрная пешка · c7 чёрная пешка · e7 чёрный конь · g7 чёрная пешка · c6 чёрный слон · f6 чёрная пешка · g6 чёрная пешка · e5 чёрный слон · g3 белый конь · a2 белая пешка · b2 белая пешка · c2 белая пешка · f2 белая пешка · a1 белая ладья · c1 белый слон · f1 белая ладья · g1 белый король | c8 чёрный король · d8 чёрная ладья · h8 чёрная ладья · a7 белый ферзь · b7 чёрная пешка · c7 чёрная пешка · e7 чёрный конь · g7 чёрная пешка · c6 чёрный слон · f6 чёрная пешка · g6 чёрная пешка · e5 чёрный слон · g3 белый конь · a2 белая пешка · b2 белая пешка · c2 белая пешка · f2 белая пешка · a1 белая ладья · c1 белый слон · f1 белая ладья · g1 белый король | 4 |
| 3 | c8 чёрный король · d8 чёрная ладья · h8 чёрная ладья · a7 белый ферзь · b7 чёрная пешка · c7 чёрная пешка · e7 чёрный конь · g7 чёрная пешка · c6 чёрный слон · f6 чёрная пешка · g6 чёрная пешка · e5 чёрный слон · g3 белый конь · a2 белая пешка · b2 белая пешка · c2 белая пешка · f2 белая пешка · a1 белая ладья · c1 белый слон · f1 белая ладья · g1 белый король | c8 чёрный король · d8 чёрная ладья · h8 чёрная ладья · a7 белый ферзь · b7 чёрная пешка · c7 чёрная пешка · e7 чёрный конь · g7 чёрная пешка · c6 чёрный слон · f6 чёрная пешка · g6 чёрная пешка · e5 чёрный слон · g3 белый конь · a2 белая пешка · b2 белая пешка · c2 белая пешка · f2 белая пешка · a1 белая ладья · c1 белый слон · f1 белая ладья · g1 белый король | c8 чёрный король · d8 чёрная ладья · h8 чёрная ладья · a7 белый ферзь · b7 чёрная пешка · c7 чёрная пешка · e7 чёрный конь · g7 чёрная пешка · c6 чёрный слон · f6 чёрная пешка · g6 чёрная пешка · e5 чёрный слон · g3 белый конь · a2 белая пешка · b2 белая пешка · c2 белая пешка · f2 белая пешка · a1 белая ладья · c1 белый слон · f1 белая ладья · g1 белый король | c8 чёрный король · d8 чёрная ладья · h8 чёрная ладья · a7 белый ферзь · b7 чёрная пешка · c7 чёрная пешка · e7 чёрный конь · g7 чёрная пешка · c6 чёрный слон · f6 чёрная пешка · g6 чёрная пешка · e5 чёрный слон · g3 белый конь · a2 белая пешка · b2 белая пешка · c2 белая пешка · f2 белая пешка · a1 белая ладья · c1 белый слон · f1 белая ладья · g1 белый король | c8 чёрный король · d8 чёрная ладья · h8 чёрная ладья · a7 белый ферзь · b7 чёрная пешка · c7 чёрная пешка · e7 чёрный конь · g7 чёрная пешка · c6 чёрный слон · f6 чёрная пешка · g6 чёрная пешка · e5 чёрный слон · g3 белый конь · a2 белая пешка · b2 белая пешка · c2 белая пешка · f2 белая пешка · a1 белая ладья · c1 белый слон · f1 белая ладья · g1 белый король | c8 чёрный король · d8 чёрная ладья · h8 чёрная ладья · a7 белый ферзь · b7 чёрная пешка · c7 чёрная пешка · e7 чёрный конь · g7 чёрная пешка · c6 чёрный слон · f6 чёрная пешка · g6 чёрная пешка · e5 чёрный слон · g3 белый конь · a2 белая пешка · b2 белая пешка · c2 белая пешка · f2 белая пешка · a1 белая ладья · c1 белый слон · f1 белая ладья · g1 белый король | c8 чёрный король · d8 чёрная ладья · h8 чёрная ладья · a7 белый ферзь · b7 чёрная пешка · c7 чёрная пешка · e7 чёрный конь · g7 чёрная пешка · c6 чёрный слон · f6 чёрная пешка · g6 чёрная пешка · e5 чёрный слон · g3 белый конь · a2 белая пешка · b2 белая пешка · c2 белая пешка · f2 белая пешка · a1 белая ладья · c1 белый слон · f1 белая ладья · g1 белый король | c8 чёрный король · d8 чёрная ладья · h8 чёрная ладья · a7 белый ферзь · b7 чёрная пешка · c7 чёрная пешка · e7 чёрный конь · g7 чёрная пешка · c6 чёрный слон · f6 чёрная пешка · g6 чёрная пешка · e5 чёрный слон · g3 белый конь · a2 белая пешка · b2 белая пешка · c2 белая пешка · f2 белая пешка · a1 белая ладья · c1 белый слон · f1 белая ладья · g1 белый король | 3 |
| 2 | c8 чёрный король · d8 чёрная ладья · h8 чёрная ладья · a7 белый ферзь · b7 чёрная пешка · c7 чёрная пешка · e7 чёрный конь · g7 чёрная пешка · c6 чёрный слон · f6 чёрная пешка · g6 чёрная пешка · e5 чёрный слон · g3 белый конь · a2 белая пешка · b2 белая пешка · c2 белая пешка · f2 белая пешка · a1 белая ладья · c1 белый слон · f1 белая ладья · g1 белый король | c8 чёрный король · d8 чёрная ладья · h8 чёрная ладья · a7 белый ферзь · b7 чёрная пешка · c7 чёрная пешка · e7 чёрный конь · g7 чёрная пешка · c6 чёрный слон · f6 чёрная пешка · g6 чёрная пешка · e5 чёрный слон · g3 белый конь · a2 белая пешка · b2 белая пешка · c2 белая пешка · f2 белая пешка · a1 белая ладья · c1 белый слон · f1 белая ладья · g1 белый король | c8 чёрный король · d8 чёрная ладья · h8 чёрная ладья · a7 белый ферзь · b7 чёрная пешка · c7 чёрная пешка · e7 чёрный конь · g7 чёрная пешка · c6 чёрный слон · f6 чёрная пешка · g6 чёрная пешка · e5 чёрный слон · g3 белый конь · a2 белая пешка · b2 белая пешка · c2 белая пешка · f2 белая пешка · a1 белая ладья · c1 белый слон · f1 белая ладья · g1 белый король | c8 чёрный король · d8 чёрная ладья · h8 чёрная ладья · a7 белый ферзь · b7 чёрная пешка · c7 чёрная пешка · e7 чёрный конь · g7 чёрная пешка · c6 чёрный слон · f6 чёрная пешка · g6 чёрная пешка · e5 чёрный слон · g3 белый конь · a2 белая пешка · b2 белая пешка · c2 белая пешка · f2 белая пешка · a1 белая ладья · c1 белый слон · f1 белая ладья · g1 белый король | c8 чёрный король · d8 чёрная ладья · h8 чёрная ладья · a7 белый ферзь · b7 чёрная пешка · c7 чёрная пешка · e7 чёрный конь · g7 чёрная пешка · c6 чёрный слон · f6 чёрная пешка · g6 чёрная пешка · e5 чёрный слон · g3 белый конь · a2 белая пешка · b2 белая пешка · c2 белая пешка · f2 белая пешка · a1 белая ладья · c1 белый слон · f1 белая ладья · g1 белый король | c8 чёрный король · d8 чёрная ладья · h8 чёрная ладья · a7 белый ферзь · b7 чёрная пешка · c7 чёрная пешка · e7 чёрный конь · g7 чёрная пешка · c6 чёрный слон · f6 чёрная пешка · g6 чёрная пешка · e5 чёрный слон · g3 белый конь · a2 белая пешка · b2 белая пешка · c2 белая пешка · f2 белая пешка · a1 белая ладья · c1 белый слон · f1 белая ладья · g1 белый король | c8 чёрный король · d8 чёрная ладья · h8 чёрная ладья · a7 белый ферзь · b7 чёрная пешка · c7 чёрная пешка · e7 чёрный конь · g7 чёрная пешка · c6 чёрный слон · f6 чёрная пешка · g6 чёрная пешка · e5 чёрный слон · g3 белый конь · a2 белая пешка · b2 белая пешка · c2 белая пешка · f2 белая пешка · a1 белая ладья · c1 белый слон · f1 белая ладья · g1 белый король | c8 чёрный король · d8 чёрная ладья · h8 чёрная ладья · a7 белый ферзь · b7 чёрная пешка · c7 чёрная пешка · e7 чёрный конь · g7 чёрная пешка · c6 чёрный слон · f6 чёрная пешка · g6 чёрная пешка · e5 чёрный слон · g3 белый конь · a2 белая пешка · b2 белая пешка · c2 белая пешка · f2 белая пешка · a1 белая ладья · c1 белый слон · f1 белая ладья · g1 белый король | 2 |
| 1 | c8 чёрный король · d8 чёрная ладья · h8 чёрная ладья · a7 белый ферзь · b7 чёрная пешка · c7 чёрная пешка · e7 чёрный конь · g7 чёрная пешка · c6 чёрный слон · f6 чёрная пешка · g6 чёрная пешка · e5 чёрный слон · g3 белый конь · a2 белая пешка · b2 белая пешка · c2 белая пешка · f2 белая пешка · a1 белая ладья · c1 белый слон · f1 белая ладья · g1 белый король | c8 чёрный король · d8 чёрная ладья · h8 чёрная ладья · a7 белый ферзь · b7 чёрная пешка · c7 чёрная пешка · e7 чёрный конь · g7 чёрная пешка · c6 чёрный слон · f6 чёрная пешка · g6 чёрная пешка · e5 чёрный слон · g3 белый конь · a2 белая пешка · b2 белая пешка · c2 белая пешка · f2 белая пешка · a1 белая ладья · c1 белый слон · f1 белая ладья · g1 белый король | c8 чёрный король · d8 чёрная ладья · h8 чёрная ладья · a7 белый ферзь · b7 чёрная пешка · c7 чёрная пешка · e7 чёрный конь · g7 чёрная пешка · c6 чёрный слон · f6 чёрная пешка · g6 чёрная пешка · e5 чёрный слон · g3 белый конь · a2 белая пешка · b2 белая пешка · c2 белая пешка · f2 белая пешка · a1 белая ладья · c1 белый слон · f1 белая ладья · g1 белый король | c8 чёрный король · d8 чёрная ладья · h8 чёрная ладья · a7 белый ферзь · b7 чёрная пешка · c7 чёрная пешка · e7 чёрный конь · g7 чёрная пешка · c6 чёрный слон · f6 чёрная пешка · g6 чёрная пешка · e5 чёрный слон · g3 белый конь · a2 белая пешка · b2 белая пешка · c2 белая пешка · f2 белая пешка · a1 белая ладья · c1 белый слон · f1 белая ладья · g1 белый король | c8 чёрный король · d8 чёрная ладья · h8 чёрная ладья · a7 белый ферзь · b7 чёрная пешка · c7 чёрная пешка · e7 чёрный конь · g7 чёрная пешка · c6 чёрный слон · f6 чёрная пешка · g6 чёрная пешка · e5 чёрный слон · g3 белый конь · a2 белая пешка · b2 белая пешка · c2 белая пешка · f2 белая пешка · a1 белая ладья · c1 белый слон · f1 белая ладья · g1 белый король | c8 чёрный король · d8 чёрная ладья · h8 чёрная ладья · a7 белый ферзь · b7 чёрная пешка · c7 чёрная пешка · e7 чёрный конь · g7 чёрная пешка · c6 чёрный слон · f6 чёрная пешка · g6 чёрная пешка · e5 чёрный слон · g3 белый конь · a2 белая пешка · b2 белая пешка · c2 белая пешка · f2 белая пешка · a1 белая ладья · c1 белый слон · f1 белая ладья · g1 белый король | c8 чёрный король · d8 чёрная ладья · h8 чёрная ладья · a7 белый ферзь · b7 чёрная пешка · c7 чёрная пешка · e7 чёрный конь · g7 чёрная пешка · c6 чёрный слон · f6 чёрная пешка · g6 чёрная пешка · e5 чёрный слон · g3 белый конь · a2 белая пешка · b2 белая пешка · c2 белая пешка · f2 белая пешка · a1 белая ладья · c1 белый слон · f1 белая ладья · g1 белый король | c8 чёрный король · d8 чёрная ладья · h8 чёрная ладья · a7 белый ферзь · b7 чёрная пешка · c7 чёрная пешка · e7 чёрный конь · g7 чёрная пешка · c6 чёрный слон · f6 чёрная пешка · g6 чёрная пешка · e5 чёрный слон · g3 белый конь · a2 белая пешка · b2 белая пешка · c2 белая пешка · f2 белая пешка · a1 белая ладья · c1 белый слон · f1 белая ладья · g1 белый король | 1 |
|   | a | b | c | d | e | f | g | h |   |

Первое документальное свидетельство датировано 1408 годом, когда при дворе султана Мухаммеда, арабского правителя Гренады, состоялось представление «живых шахмат».
В Европе в «живые шахматы» играли военачальник дон Хуан Австрийский и итальянский шахматист Паоло Бои во II половине XVI века.
Наиболее раннее литературное описание «живых шахмат» принадлежит итальянскому гуманисту, монаху-доминиканцу Франческо Колонне — автору сочинения «Сон Полифила» (1467). Описанию «живых шахмат» посвящены 2 главы романа Франсуа Рабле «Гаргантюа и Пантагрюэль».

### Царская Россия
В России первая партия «живых шахмат» состоялась в загородном дворце графа А. С. Строганова по случаю приезда в Петербург шведского короля Густава IV (1796 год).
Публично «живые шахматы» впервые продемонстрированы на петербургском велодроме в 1897 году; Эммануил Шифферс (белые) и Михаил Чигорин разыграли партию, сыгранную в закончившемся накануне между ними матче. Во время спектакля Чигорин использовал вариант, упущенный им в матчевой партии, и заматовал соперника:
22… Лh1+!
В матчевой партии было 22… b6?, что привело к ничьей.
23. K:h1 Ch2+
24. Kp: h2 Лh8+
23. Kpg3 Kf5+
26. Kpf4 Лh4#

### СССР

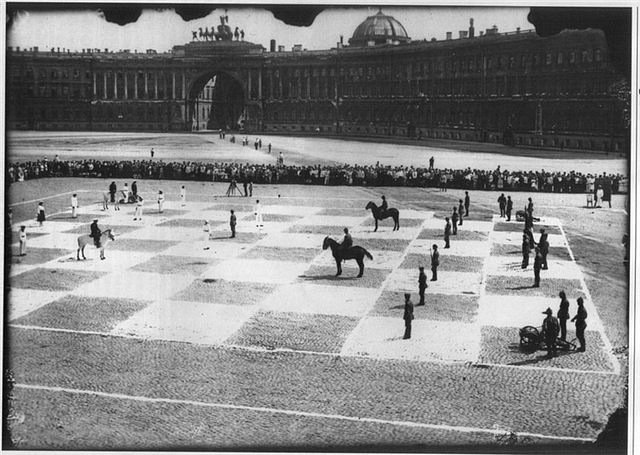
«Живые шахматы» на Дворцовой площади, 1924 год

В советской России первое представление «Живых шахмат» состоялось 23 августа 1921 года в Смоленске по инициативе местного Всевобуча. Игра продлилась более двух часов и после 24 ходов закончилась вничью.
В 1923 году прошли 3 представления «живых шахмат»: в Керчи, в Москве на стадионе сельскохозяйственной выставки (играли экспромтом Владимир Ненароков и Николай Григорьев) и в Омске, где «бессмертную партию» Адольф Андерсен — Лионель Кизерицкий инсценировали в виде битвы между Трудом и Капиталом.
Популяризации шахмат в Ленинграде способствовало представление «живых шахмат» 20 июля 1924 года на Дворцовой площади с участием бойцов Красной Армии и ВМФ: краснофлотцы в своей парадной белой форме изображали белые фигуры, а красноармейцы и краскомы в полевой форме защитного цвета — фигуры черные; играли Илья Рабинович и Петр Романовский. О том дне Романовский в «Шахматном листке» напишет:

Но все, и я, и мой противник, и зрители, единодушны, полагаю я, в оценке этого замечательного в шахматной жизни Ленинграда дня, на который смотрели более пяти тысяч человек. Все, я думаю, единодушны в одном: этот день подтвердил, что шахматное искусство позволяет собой любоваться не только избранным, но, как и в других искусствах, всякому, кто способен понимать творчество мысли вообще, независимо от того, в каком искусстве или в какой области жизни оно проявляется.

Оригинальным оказалось представление «Живых шахмат» в Колонном зале Дома Союзов 14 ноября 1936 года с участием Андрэ Лилиенталя и Николая Рюмина, а в роли шахматных фигур — артистов балета и учащихся театральных школ. При снятии фигур исполнялись концертные номера популярными артистами — Т. Бах, Б. Борисовым, М. Гаркави, О. Лепешинской, М. Мироновой, В. Хенкиным, И. Юрьевой и других. Подобные представления прошли также в Киеве, Тбилиси, Кутаиси.
Наиболее интересным по составу участников, шахматному и художественному содержанию считается представление «живых шахмат» в московском Дворце спорта 26 — 27 февраля 1962 года, где в матче из двух партий, закончившихся вничью, выступили Михаил Ботвинник и Василий Смыслов, а роль фигур исполнили студенты ГЦОЛИФК.
В 1965 году детский шахматный фестиваль с розыгрышем партии «живых шахмат» прошёл в Мелитополе.

### Современность

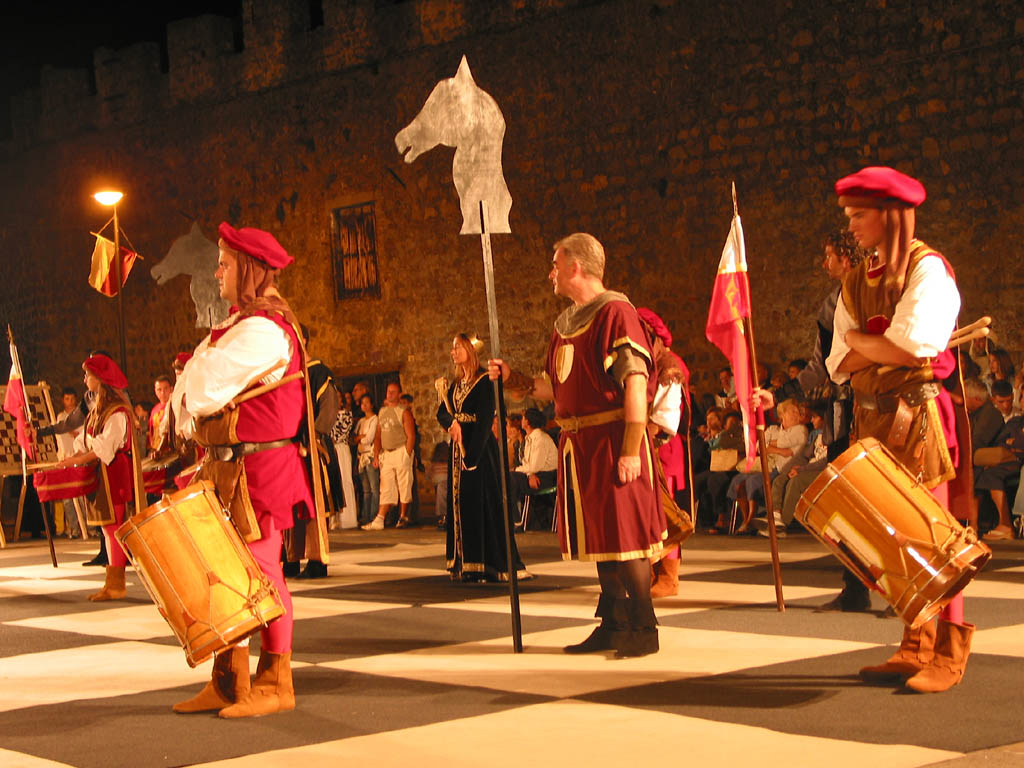
Традиционная постановка «живых шахмат» в Маростике, Северная Италия. 2004 год.

Почтовая марка Маростика 1981 года

Из современных представлений «живых шахмат» наиболее известностью пользуется традиционная постановка в Маростике, Северная Италия. В основе сценария — средневековая романтическая легенда о событиях 1454 года: двое юношей претендовали на руку дочери местного правителя; отец повелел решить спор на шахматной доске, в которую была превращена площадь перед замком. С 1954 года инсценировка легенды производится на той же площади обычно 1 раз в 2 года с участием жителей города. Представлениям «живых шахмат» в Маростике посвящена почтовая марка 1981 года; каждое представление сопровождается специальным почтовым гашением.

## «Живые шахматы» в искусстве
В литературе содержится немало упоминаний о «живых шахматах»:
| Год  | Название                          | Литературный жанр           | Автор              |
| ---- | --------------------------------- | --------------------------- | ------------------ |
| 1467 | Сон Полифила                      | эзотерический роман-трактат | Франческо Колонна  |
| 1564 | Гаргантюа и Пантагрюэль           | сатирический роман          | Франсуа Рабле      |
| 1871 | Алиса в Зазеркалье                | детская книга               | Льюис Кэрролл      |
| 1922 | Марсианские шахматы               | роман                       | Эдгар Райс Берроуз |
| 1940 | Мастер и Маргарита                | роман                       | Михаил Булгаков    |
| 1951 | Вся королевская конница           | рассказ                     | Курт Воннегут      |
| 1965 | Квадраты шахматного города        | роман                       | Джон Браннер       |
| 1975 | Град обреченный                   | роман                       | Братья Стругацкие  |
| 1991 | Владычица снов                    | роман                       | Джонатан Уайли     |
| 1997 | Гарри Поттер и философский камень | первый роман из серии книг  | Дж. К. Роулинг     |

В кино «живые шахматы», помимо экранизаций вышеуказанных литературных произведений, фигурируют в сериалах «Твин Пикс», «Заключённый», «Lexx», а также в советском телефильме «Весёлое сновидение, или Смех и слёзы».
Живые шахматы присутствуют и в компьютерных играх. В 1988 году компания Interplay выпустила шахматную программу Battle Chess, в которой каждый ход сопровождался анимацией фигур, в случае взятия — достаточно кровавой. Среди других примеров — Star Wars Chess и последние версии Chessmaster. В MMORPG World of WarCraft, в рейдовом подземелье первого дополнения, башне мага Медива Каражане присутствует испытание («босс») «Шахматы», где отряду игроков предлагается сразиться с духом прежнего хозяина, вселяясь в шахматные фигуры и управляя их действиями на огромной доске. Фигуры представляют собой персонажей серии игр WarCraft.